# Pierre Coudenberg
Pierre Coudenberg (en néerlandais Peeter van Coudenberghe ou Pieter Coudenberg(h)) (circa 1517-1599) est un pharmacien et botaniste anversois, considéré comme le père de la Pharmacie belge.

## Biographie

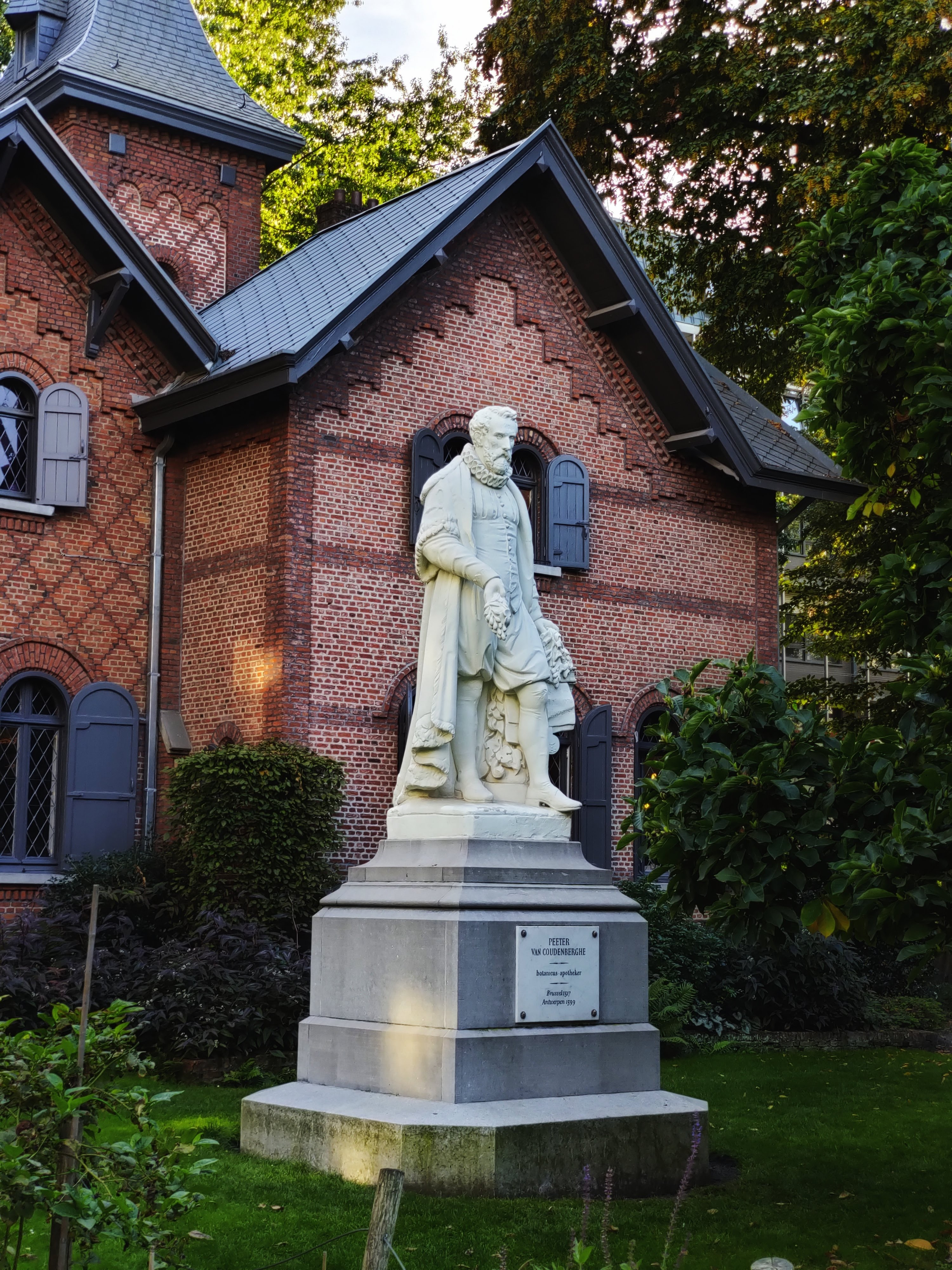
Statue de Pierre Coudenberg au jardin botanique d'Anvers

Pierre Coudenberg est le fondateur du premier Jardin botanique d'Anvers (nl) ; il y cultive plantes aromatiques et médicinales.
Détruit lors de la guerre de Quatre-Vingts Ans qui ravage Anvers à la fin du XVIe siècle, le jardin botanique est recréé après la Révolution française.